# Phthiracarus luridus
Phthiracarus luridus är en kvalsterart som först beskrevs av Ewing 1909.  Phthiracarus luridus ingår i släktet Phthiracarus och familjen Phthiracaridae. Inga underarter finns listade i Catalogue of Life.